# بانک اطلاعات فیلم‌های سوئدی

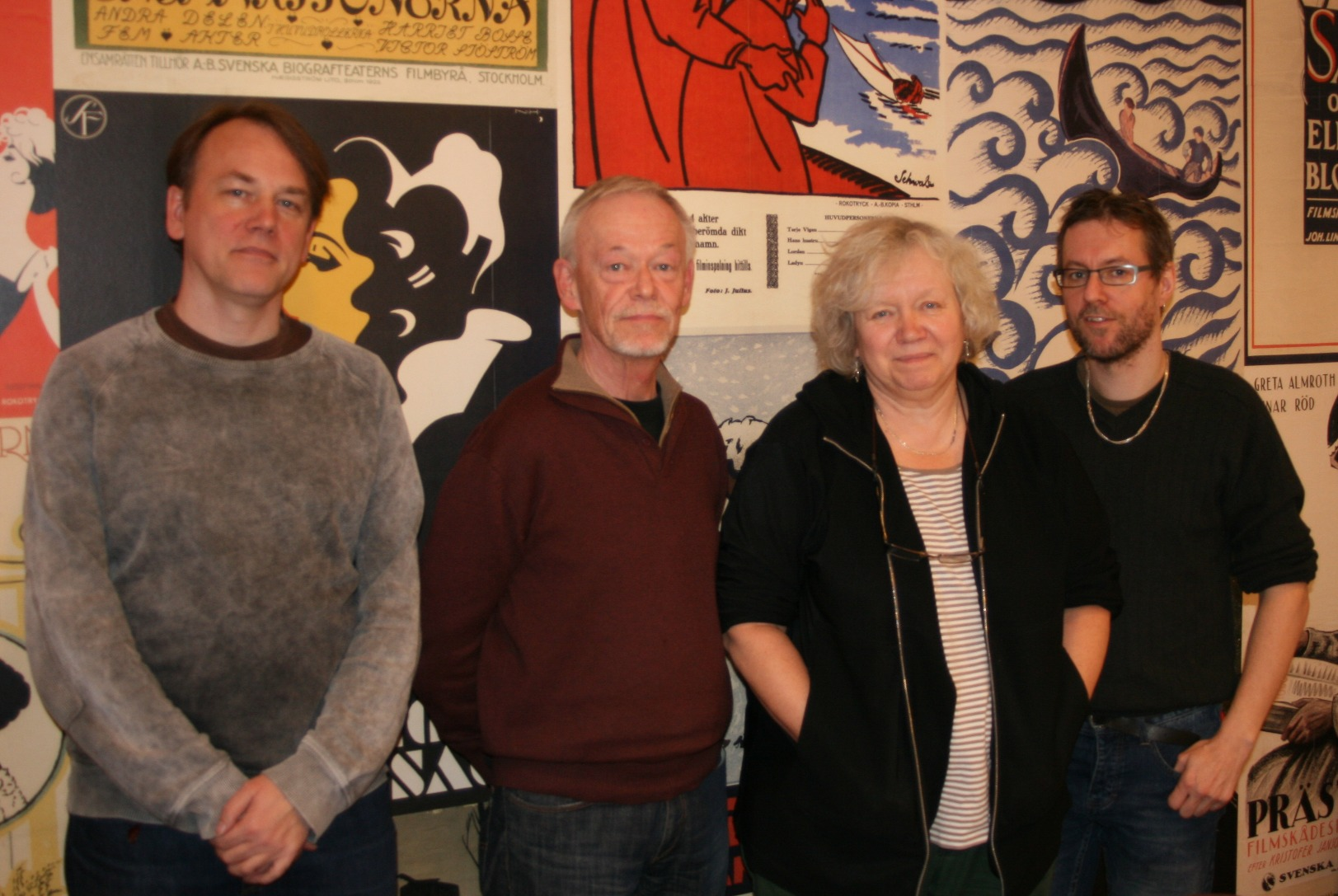
ویراستاران «بانک اطلاعات فیلم‌های سوئدی» در دسامبر ۲۰۰۹

بانک اطلاعات فیلم‌های سوئدی (سوئدی: Svensk Filmdatabas) یک بانک اطلاعات اینترنتی دربارهٔ فیلم‌های سوئدی است که توسط «مؤسسهٔ فیلم‌های سوئد» منتشر می‌شود.
این وبسایت دربارهٔ تولیدات سینمایی سوئد پس از سال ۱۸۹۷ میلادی و همچنین فیلم‌های خارجی که نخستین اکران‌شان در کشور سوئد بوده، اطلاعاتی ارائه می‌دهد.
حامی مالی این وبگاه، یکی از مؤسسات زیرمجموعهٔ بانک سوئد است و دربرگیرندهٔ اطلاعات جامعی دربارهٔ ۶۲٬۰۰۰ فیلم (۱۷٬۰۰۰ فیلم سوئدی) و ۲۶۵٬۰۰۰ هنرمند است.